# Ulrich Gygi
Ulrich Gygi (* 6. Dezember 1946) ist ein Schweizer Manager. Er war von 2000 bis 2009 Konzernleiter der Schweizerischen Post. Von Anfang 2009 bis zum 15. Juni 2016 war er Verwaltungsratspräsident der Schweizerischen Bundesbahnen, auf ihn folgte Monika Ribar.
Gygi besuchte das Gymnasium in Bern und studierte von 1966 bis 1971 Wirtschaftswissenschaften an der Universität Bern, wo er 1980 mit einer Dissertation über Forschungsprobleme in der Betriebswirtschaftslehre zum Dr. rer. pol. promovierte.
1979 trat Ulrich Gygi in die Eidgenössische Finanzverwaltung (EFV) ein. Von 1989 bis 2000 war er deren Direktor und leitete in dieser Funktion Projekte wie die Neuordnung des Finanzausgleichs zwischen Bund und Kantonen oder die Teilprivatisierung der Swisscom.
2006 wurde er von der Wirtschaftszeitung Cash zum Manager des Jahres gewählt.